# Старявська сільська рада
Старявська сільська рада — орган місцевого самоврядування у Старосамбірському районі Львівської області. Адміністративний центр — село Старява.

## Загальні відомості
Старявська сільська рада утворена в 1939 році. Водоймища на території, підпорядкованій даній раді: річка Стрв'яж.

## Населені пункти
Сільській раді підпорядковані населені пункти:
- с. Старява
- с. Катина
- с. Лопушниця

## Склад ради
Рада складається з 16 депутатів та голови.

### Керівний склад попередніх скликань
| ПІБ                         | Основні відомості                                                               | Дата обрання | Дата звільнення |
| --------------------------- | ------------------------------------------------------------------------------- | ------------ | --------------- |
| Потічний Михайло Степанович | Сільський голова, 1965 року народження, освіта середня спеціальна, безпартійний | 26.03.2006   | 31.10.2010      |
| Потічний Михайло Степанович | Сільський голова, 1965 року народження, освіта середня спеціальна, безпартійний | 31.10.2010   |                 |

Примітка: таблиця складена за даними джерела